# Solanum torvum
Aubergine-pois, Fausse Aubergine, Aubergine sauvage, Bringelle marron, Bélangère bâtarde
Espèce
Solanum torvum, l'Aubergine-pois, Fausse Aubergine, Aubergine sauvage, Bringelle marron ou Bélangère bâtarde, est une espèce de plantes de la famille des Solanaceae.
Elle est notamment connue pour son utilisation comme porte-greffe pour l'aubergine.

## Description

### Aspect général

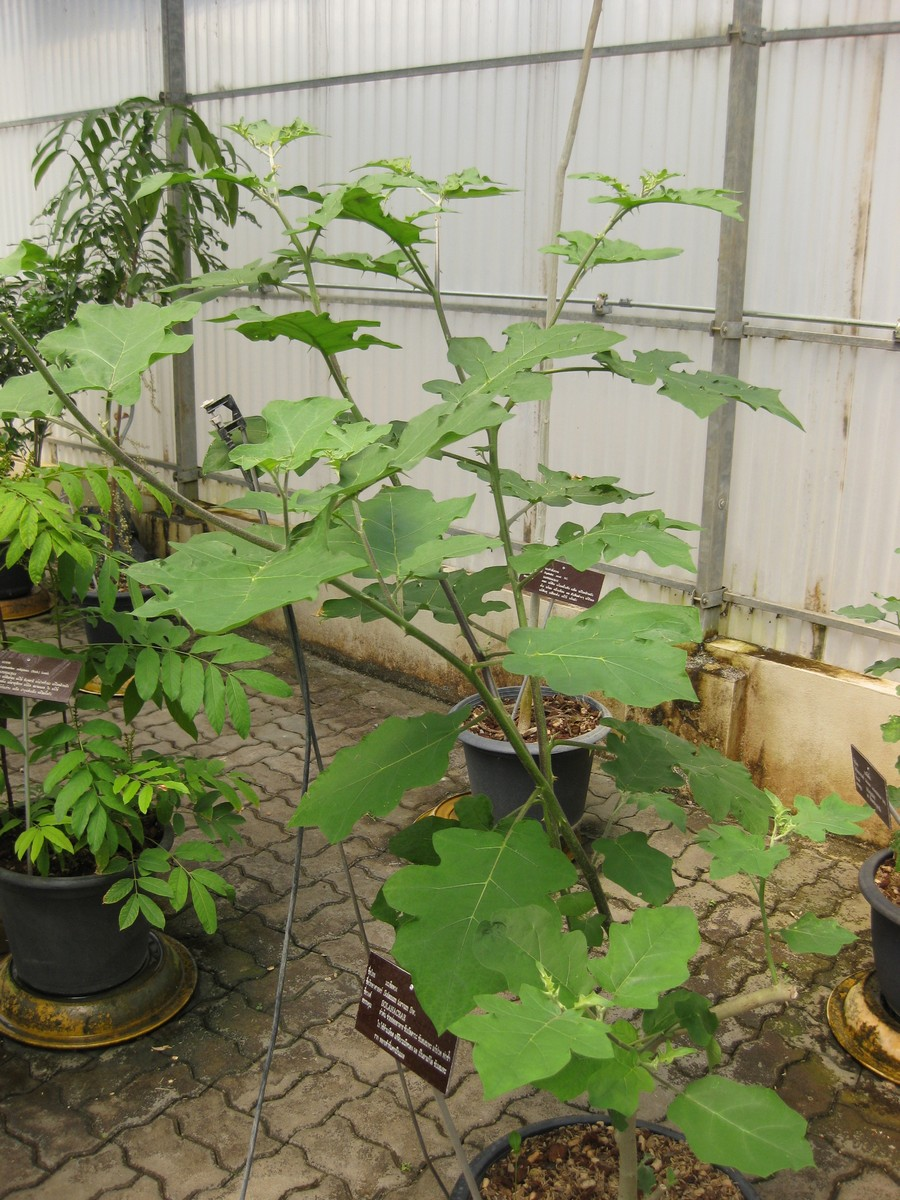
Pied de solanum torvum ou aubergine sauvage en pot, Jardin botanique de la reine Sirikit, Thaïlande

Solanum torvum est une plante arbustive peu ramifiée, pouvant atteindre 5 mètres de hauteur et 8 cm de diamètre basal. Les tiges pubescentes, étalées ou retombantes sont munies de quelques épines acérées éparses.
L'arbuste a généralement une seule tige au niveau du sol, mais il peut se ramifier sur la tige inférieure.  L'écorce de la tige est grise et presque lisse avec des lenticelles surélevées.
Les rameaux sont gris-vert et couverts de poils en forme d'étoile. Les épines sont courtes et légèrement courbées et varient d'épaisses sur toute la plante, y compris la nervure médiane des feuilles, à totalement absentes.

### Feuilles
Les feuilles longuement pétiolées sont simples, alternes, membraneuses. Le limbe est largement ovale, à marge grossièrement lobée.
Les pétioles mesurent 1 à 6 cm de long et les limbes mesurent 7 à 23 sur 5 à 18 cm et sont couverts de poils courts.

### Fleurs
Les fleurs sont en groupes latéraux et regroupées en cymes corymbiformes, la corolle blanche est composée de cinq lobes pointus, les étamines sont jaunes.
Elles se transforment en baies globuleuses jaunâtres ou grisâtres à maturité.

### Fruits
Les fruits en grappes sont des baies sphériques, globuleuses vertes, jaunâtres à maturité d'environ 1 cm de diamètre.  Ils ont une chair fine et contiennent de nombreuses graines plates, rondes et brunes (Howard 1989, Liogier 1995, Little et al. 1974).

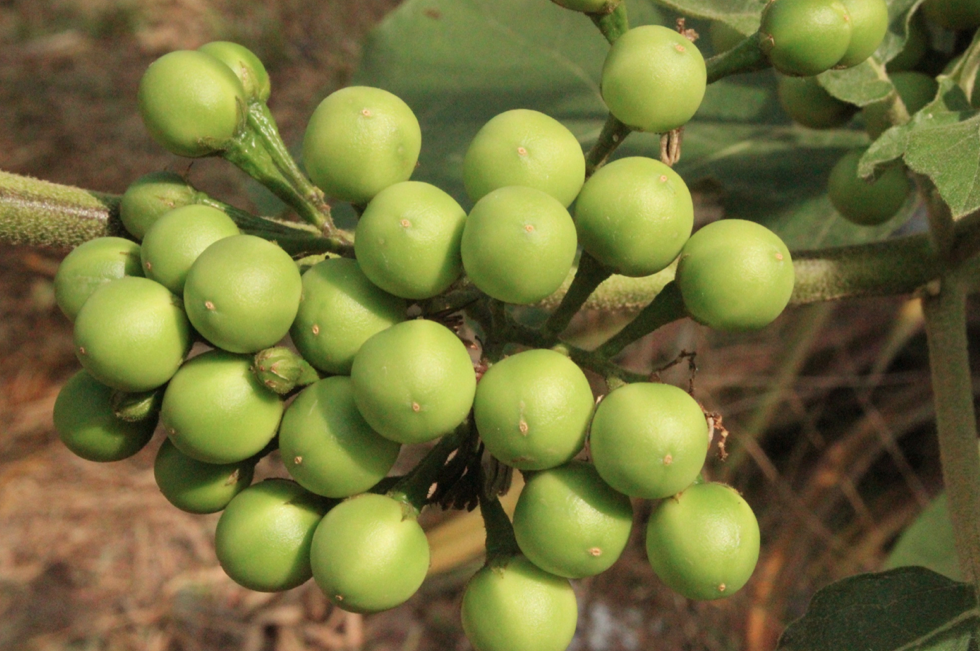
Fruits au Cambodge
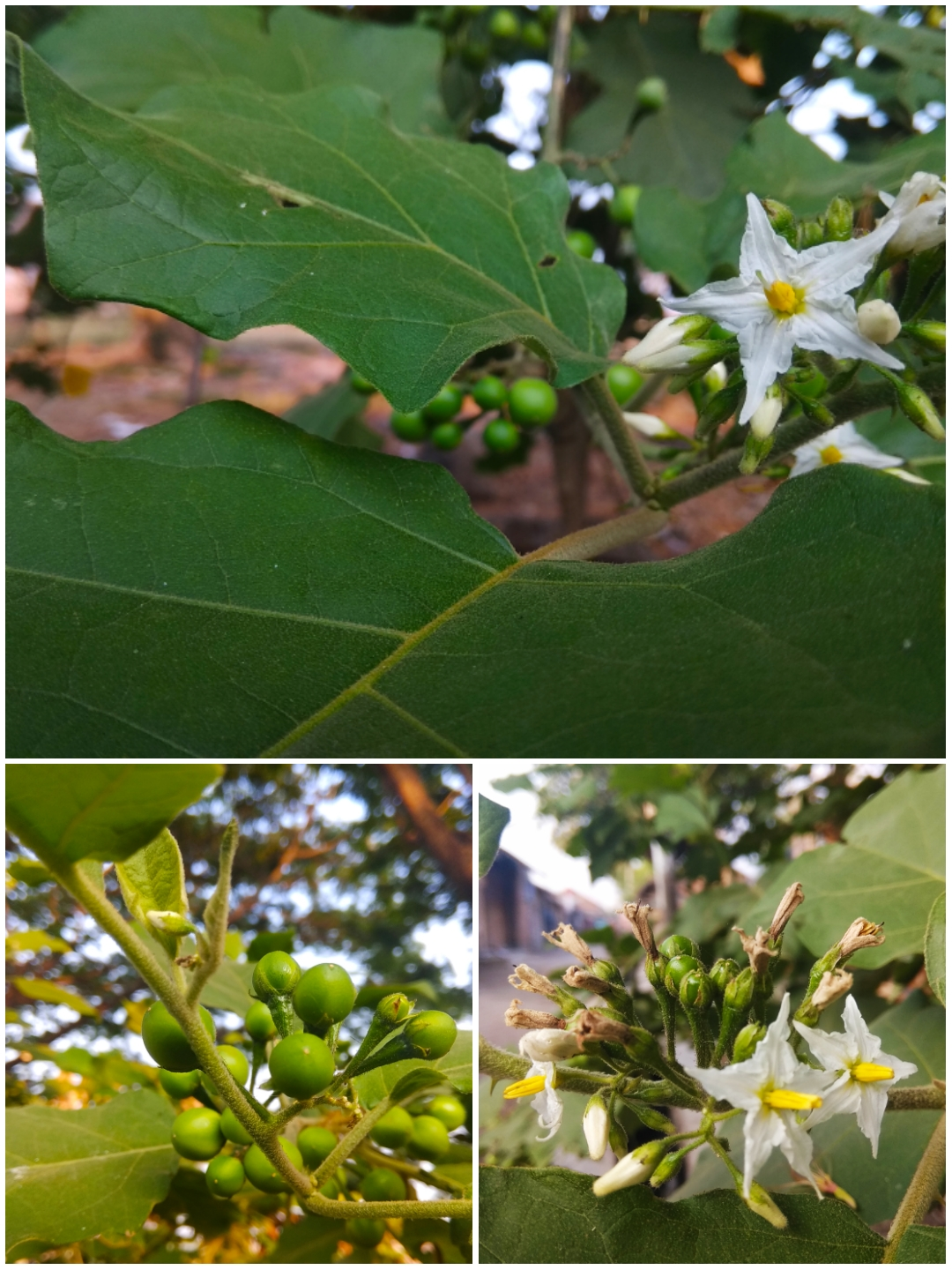
Aspect général
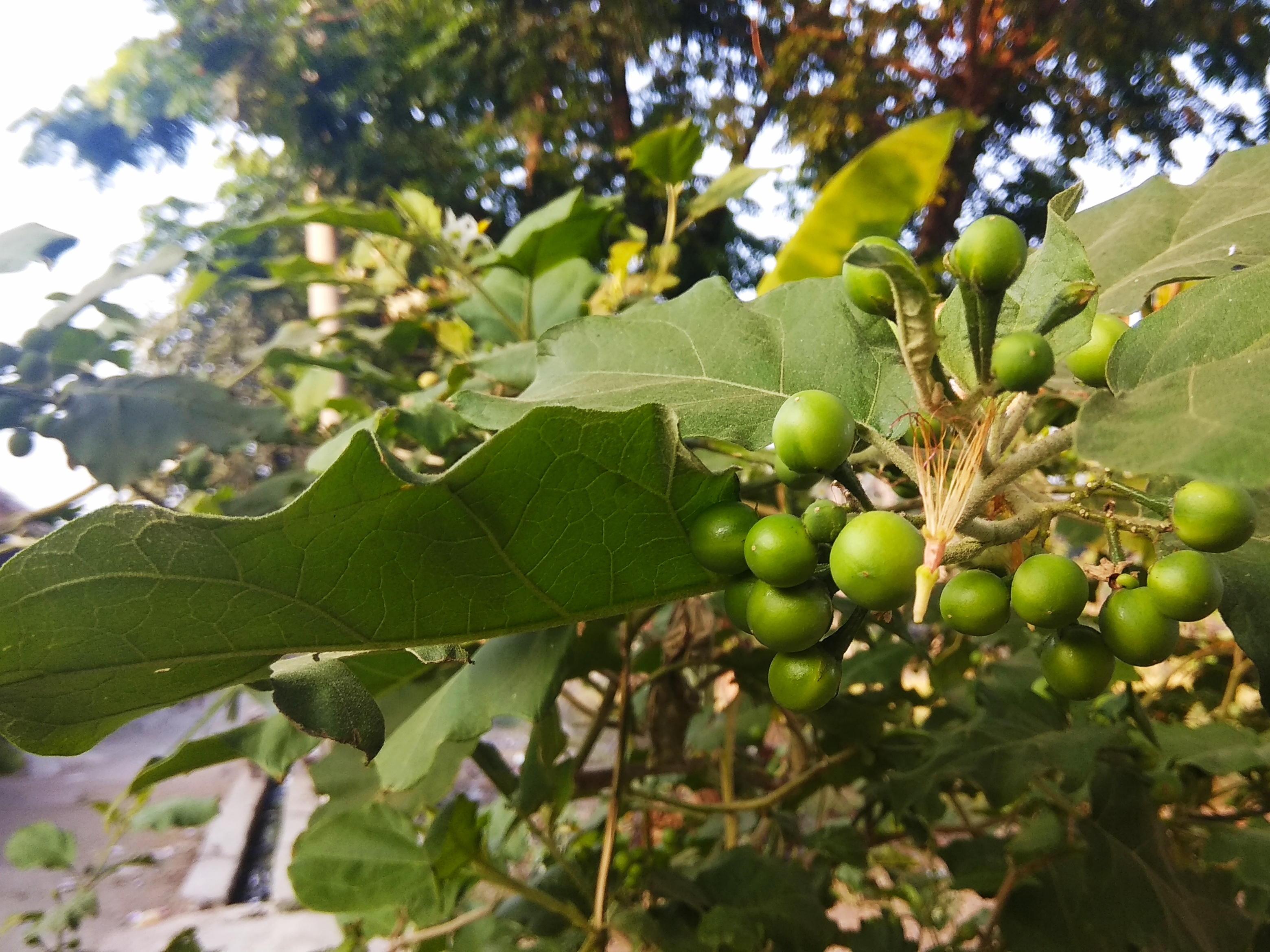
Fruits en Indonésie
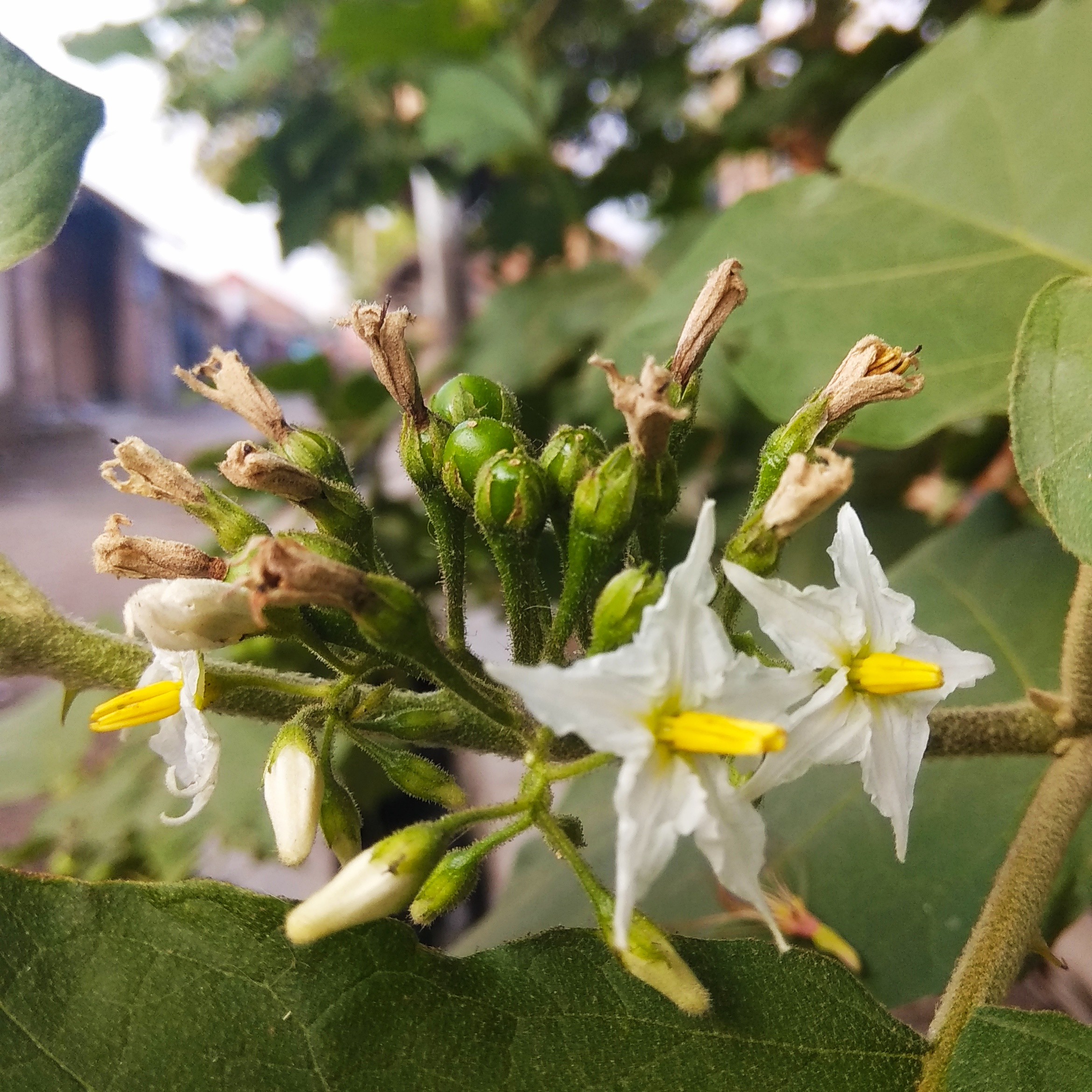
Fleurs en Indonésie
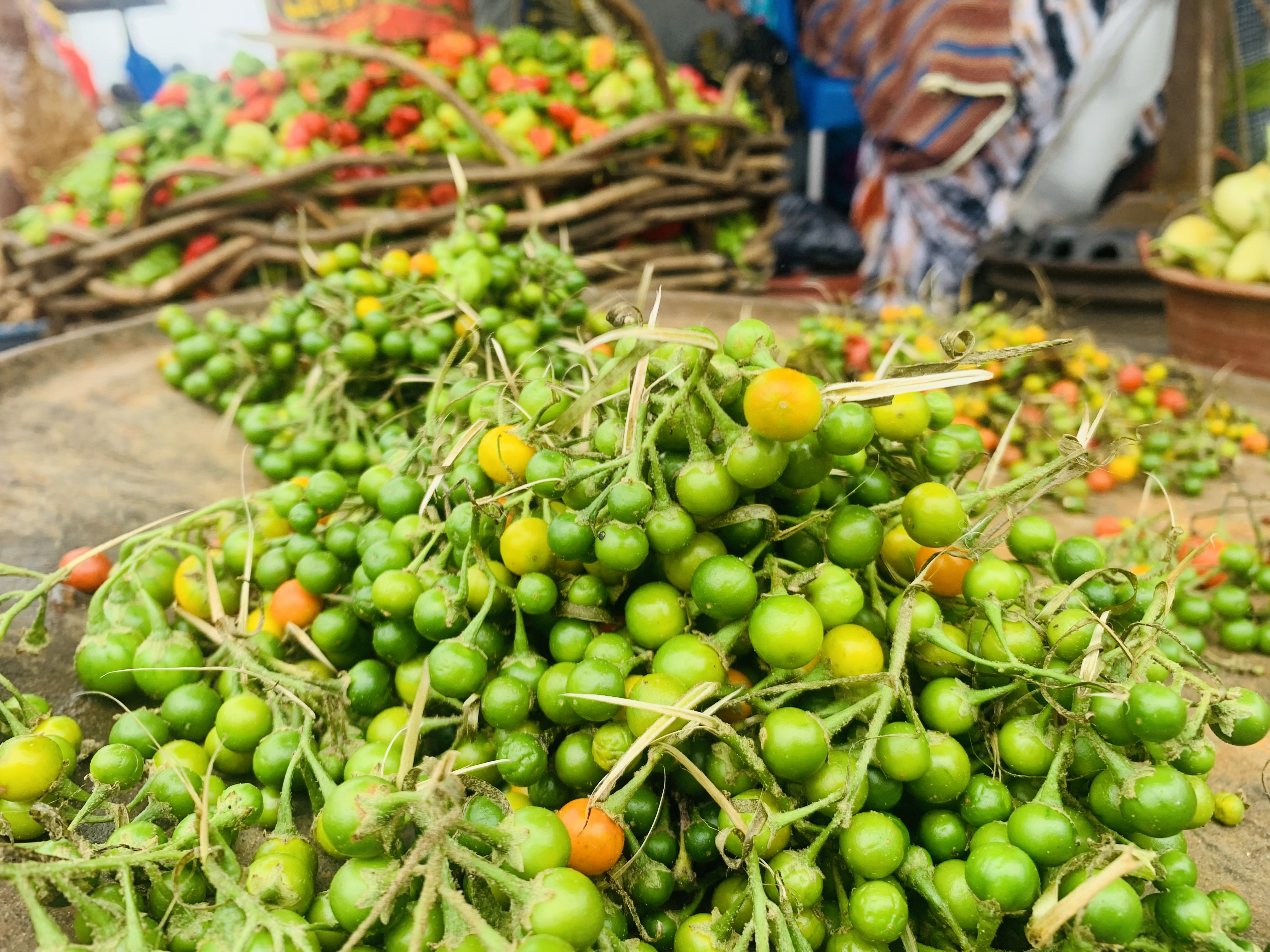
Fruit en Côte d'Ivoire

## Distribution
Originaire des Antilles, cette espèce est désormais pantropicale.

### Caractère envahissant
Cette espèce est envahissante dans certaines zones géographiques. En Nouvelle-Calédonie, où elle aurait été introduite en 1900, elle est une peste importante dans les pâturages négligés et les cultures,.

## Noms vernaculaires
Mélongène-diable, Bellangère bâtarde, Bringelle marron, Aubergine-pois, Fausse Aubergine, Aubergine sauvage, gnangnan (Côte d'Ivoire).
En Haïti il porte le nom de zanmòrèt.

## Utilisation
La bringelle marron est cultivée comme légume à petite échelle dans le sud et l’est de l’Asie et est particulièrement appréciée en Thaïlande où elle sert dans la confection de curry.
En Côte d'Ivoire, où elle est appelée gnangnan, elle est utilisée dans la préparation de certains plats (sauce gnangnan ou gouagouassou) pour ses propriétés gustatives et médicinales.
En Nouvelle-Calédonie, elle est appelée aubergine sauvage ou fausse aubergine du fait qu'elle soit utilisée comme porte-greffe pour les aubergines.

## Taxinomie

### Synonymes
Selon Catalogue of Life (27 mai 2018)
- Solanum  acanthifolium Hort. Par. ex Dun.
- Solanum amoenum Jungh.
- Solanum campechiense Hort. Par. ex  Dun.
- Solanum crotonoides Michx. ex  Dun.
- Solanum daturifolium Dun.
- Solanum ficifolium Ort.
- Solanum heterophyllum Balb. ex  Dun.
- Solanum largifolium C. T. White
- Solanum maccai Bert. ex Dun.
- Solanum mammosum Herb. ex Dun.
- Solanum mannii C. H. Wright
- Solanum mayanum Lundell
- Solanum obtusifolium Hartw. ex  Sendtn.
- Solanum pseudosaponaceum Bl.
- Solanum roquesianum Descourt.
- Solanum sanctum Jan ex Dun.
- Solanum silarium Buch.-Ham. ex  Wall.
- Solanum stramonifolium Lam.
- Solanum torvum var. daturifolium  (Dun.) O.E. Schulz
- Solanum torvum var. pleiotomum  C.Y. Wu & S.C. Huang
- Solanum torvum var.  sinuatolobatium Kuntze
- Solanum wightii Miq. ex C. B.  Cl.

### Liste des variétés
Selon Tropicos (21 mai 2013) (Attention liste brute contenant possiblement des synonymes) :
- Solanum torvum var. compactum C.B. Wright
- Solanum torvum var. daturifolium (Dunal) O.E. Schulz
- Solanum torvum var. hartwegianum Sendtn.
- Solanum torvum var. inerme Nees
- Solanum torvum var. integerrimum Kuntze
- Solanum torvum var. lasiostylum Y.C. Liu & C.H. Ou
- Solanum torvum var. pleiotomum C.Y. Wu & S.C. Huang
- Solanum torvum var. sinuatolobatum Kuntze